# Ferndale (Washington)
Ferndale és una població dels Estats Units a l'estat de Washington. Segons el cens del 2000 tenia 8.758 habitants.

## Demografia
Segons el cens del 2000, Ferndale tenia 8.758 habitants, 3.147 habitatges, i 2.303 famílies. La densitat de població era de 543,6 habitants per km².
Dels 3.147 habitatges en un 42,2% hi vivien nens de menys de 18 anys, en un 55,3% hi vivien parelles casades, en un 13,3% dones solteres, i en un 26,8% no eren unitats familiars. En el 21,6% dels habitatges hi vivien persones soles el 8,2% de les quals corresponia a persones de 65 anys o més que vivien soles. El nombre mitjà de persones vivint en cada habitatge era de 2,77 i el nombre mitjà de persones que vivien en cada família era de 3,25.
Per edats la població es repartia de la següent manera: un 32,5% tenia menys de 18 anys, un 8,2% entre 18 i 24, un 30,4% entre 25 i 44, un 19,4% de 45 a 60 i un 9,5% 65 anys o més.
L'edat mediana era de 32 anys. Per cada 100 dones de 18 o més anys hi havia 92,4 homes.
La renda mediana per habitatge era de 36.375 $ i la renda mediana per família de 44.626 $. Els homes tenien una renda mediana de 34.658 $ mentre que les dones 25.851 $. La renda per capita de la població era de 15.982 $. Aproximadament el 10,4% de les famílies i el 13,2% de la població estaven per davall del llindar de pobresa.

## Poblacions més properes
El següent diagrama mostra les poblacions més properes.